# Parvilucina approximata
Parvilucina approximata är en musselart som först beskrevs av Dall 1901.  Parvilucina approximata ingår i släktet Parvilucina och familjen Lucinidae. Inga underarter finns listade i Catalogue of Life.